# Willmersdorf (Cottbus)
Willmersdorf, niedersorbisch Rogozno, ist ein Ortsteil der kreisfreien Stadt Cottbus in Brandenburg. Zur Gemarkung von Willmersdorf gehörte der Wohnplatz Lakoma, der in den Jahren 1989 zunächst teilweise und 2008 vollständig zugunsten des Braunkohletagebaus Cottbus-Nord devastiert wurde. Bis Dezember 1993 war Willmersdorf eine eigenständige Gemeinde im damaligen Landkreis Cottbus.

## Lage
Willmersdorf liegt am nordöstlichen Stadtrand von Cottbus in der Niederlausitz. Die Stadt Peitz ist etwa vier Kilometer entfernt. Umliegende Ortschaften und Stadtteile sind die Stadt Peitz im Norden, die zur Gemeinde Teichland gehörenden Ortsteile Maust im Nordosten und Neuendorf im Osten, Dissenchen und Merzdorf im Süden, Saspow im Westen sowie Skadow im Nordwesten.
Willmersdorf liegt an der Bundesstraße 168 von Cottbus nach Beeskow. Westlich des Dorfes verlief die Bahnstrecke Cottbus–Guben mit einem Haltepunkt im Ort. Diese Trassierung wurde 2002 zugunsten des Tagebaus Cottbus-Nord aufgegeben. Der Tagebau grenzte unmittelbar östlich an Willmersdorf. Der Ort liegt am Cottbuser Ostsee.

## Geschichte

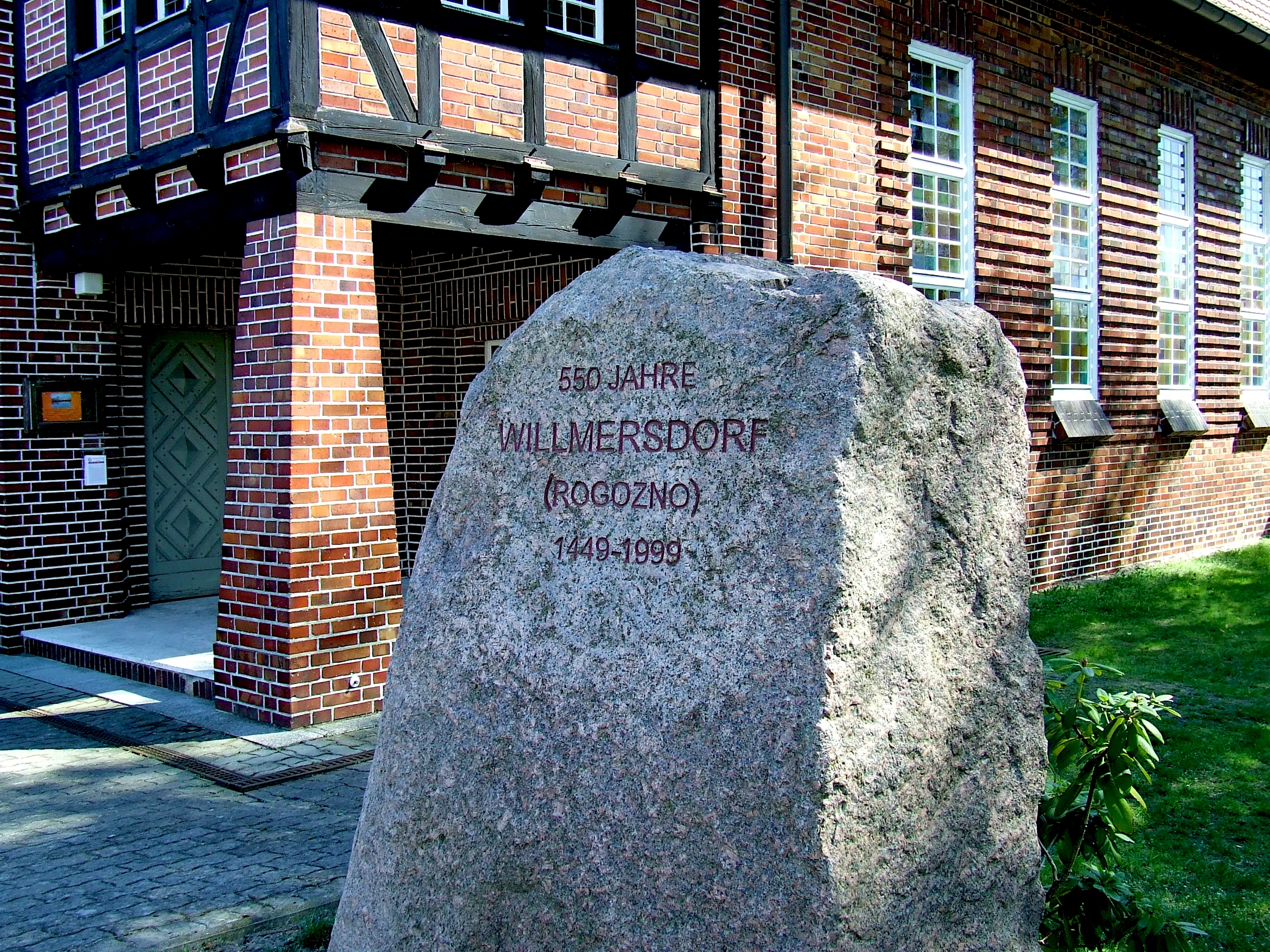
Gedenkstein zur 550-jährigen Ersterwähnung neben der Kirche

Willmersdorf wurde erstmals 1449 als „Wilmerstorff“ urkundlich erwähnt. Der deutsche Ortsname ist von einem Personennamen abgeleitet, der sorbische Ortsname bedeutet „Siedlung am Schilfteich“.

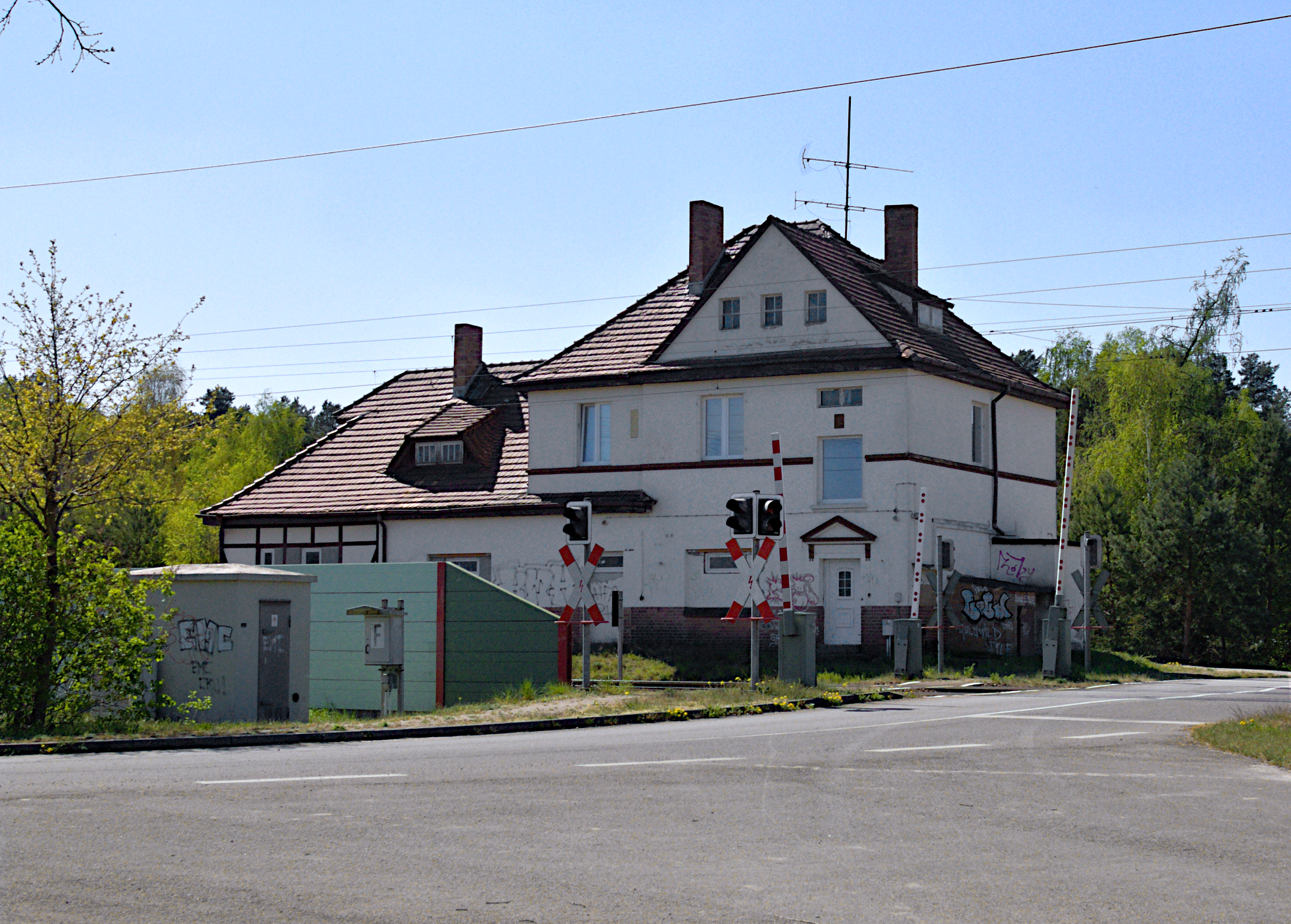
Bahnhof Willmersdorf

Willmersdorf lag seit jeher im Königreich Preußen und gehörte zur Herrschaft Cottbus. Als Folge des Vierten Koalitionskrieges kam der Ort im Jahr 1807 kurzzeitig zum Königreich Sachsen, bei der auf dem Wiener Kongress beschlossenen Teilung Sachsens wurde der Ort acht Jahre später wieder preußisch. Im Jahr 1816 kam Willmersdorf im Zuge einer Gebietsreform zum Kreis Cottbus in der Provinz Brandenburg. Das aus der Herrschaft Cottbus entstandene preußische Amt Cottbus wurde 1874 aufgelöst. Am 31. Dezember 1876 wurde Willmersdorf mit einem Bahnhof an die Bahnstrecke Cottbus–Frankfurt (Oder) angeschlossen.
Nach dem Ende des Zweiten Weltkrieges kam Willmersdorf zur Sowjetischen Besatzungszone und ab 1949 zur DDR. Am 25. Juli 1952 wurde Willmersdorf dem neu gebildeten Kreis Cottbus-Land im Bezirk Cottbus zugeordnet. Am 1. Januar 1974 wurde das benachbarte Lakoma eingemeindet. Nach der friedlichen Revolution in der DDR lag die Gemeinde im Landkreis Cottbus in Brandenburg und wurde mit der brandenburgischen Kreisreform vom 6. Dezember 1993 nach Cottbus eingemeindet. Der Ortsteil Lakoma wurde daraufhin zu einem Wohnplatz herabgestuft. Willmersdorf wurde bis zur vollständigen Devastierung Lakomas teilweise auch als Willmersdorf-Lakoma bezeichnet.

## Bevölkerungsentwicklung
| 1875 | 297 | 1933 | 533 | 1964 | 565 | 1989 | 517 |
| 1890 | 312 | 1939 | 599 | 1971 | 537 | 1992 | 499 |
| 1910 | 389 | 1946 | 658 | 1981 | 593 |      |     |
| 1925 | 449 | 1950 | 621 | 1985 | 543 |      |     |

Für seine Statistik über die sorbische Bevölkerung in der Lausitz ermittelte Arnošt Muka in den achtziger Jahren des 19. Jahrhunderts eine Bevölkerungszahl von 316 Einwohnern, von denen alle Sorben waren. Ernst Tschernik zählte im Jahr 1956 noch einen sorbischsprachigen Bevölkerungsanteil von 70,4 %.

## Sehenswürdigkeiten

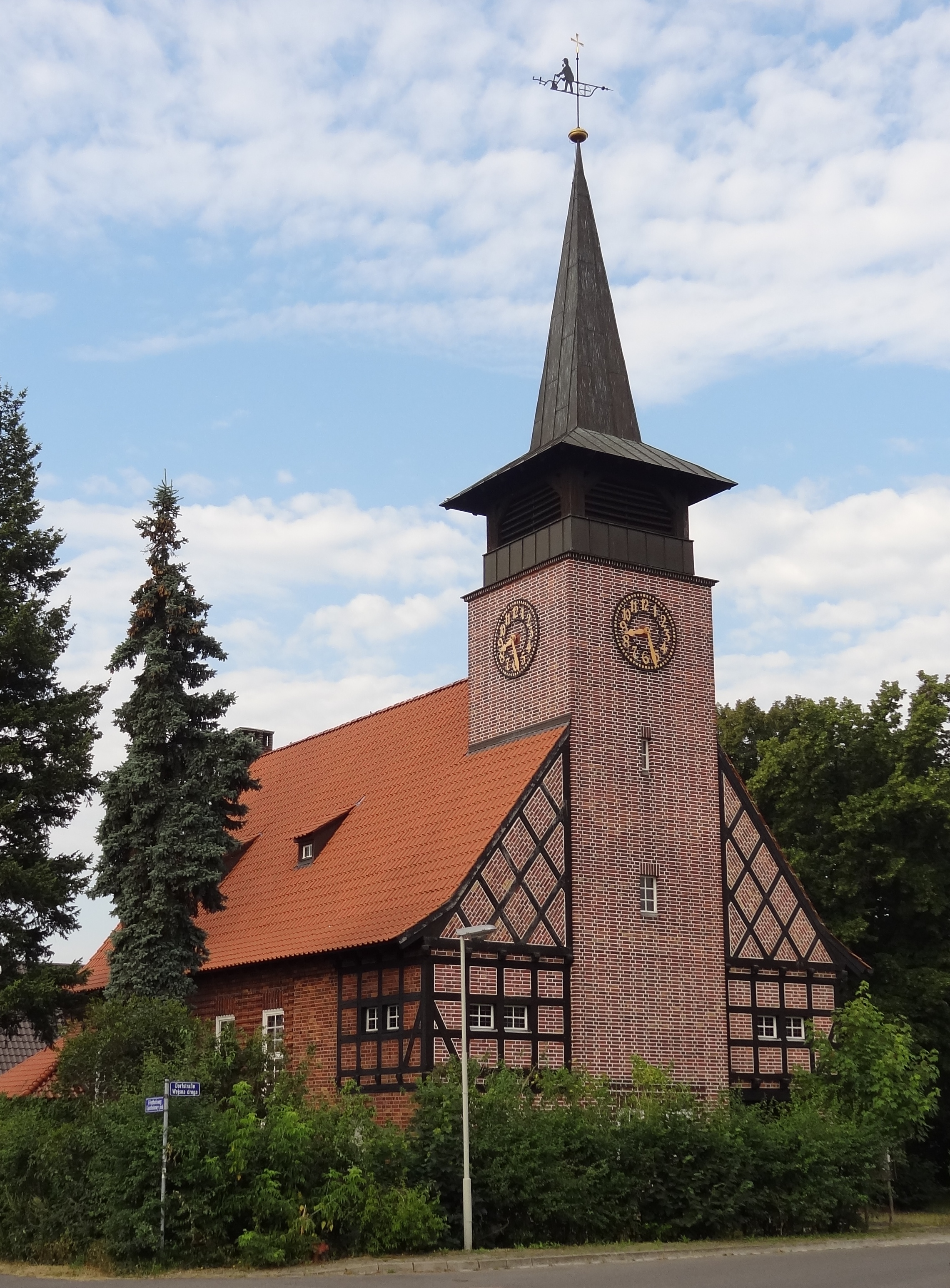
Dorfkirche Willmersdorf

Die unter Denkmalschutz stehende Dorfkirche Willmersdorf wurde erst im Jahr 1938 nach einem Entwurf von Hans Palm gebaut und in den 1990er Jahren saniert. Willmersdorf gehört seit jeher und auch seit dem Kirchenbau zur Kirchengemeinde der Klosterkirche Cottbus.

## Persönlichkeiten
- Detlef Kobjela (1944–2018), sorbischer Komponist und Musikwissenschaftler, in Willmersdorf geboren